# Сіобла бальзамінова
Сіобла бальзамінова (Siobla sturmi) — вид комах з родини Tenthredinidae.

## Морфологічні ознаки
Голова і груди чорні, черевце з розвиненим світлим малюнком. Жвали різко асиметричні. Задні стегна менші за гомілки. Другий та третій тергіти черевця гладенькі, дзеркально блискучі. Довжина тіла — 8–11 мм.

## Поширення
Ареал виду охоплює Євразію від західної Європи до Далекого Сходу, північно-східного Китаю та Японії.
Єдиний в Україні вид роду Siobla. В Україні виявлено у Закарпатській, Київській та Сумській областях.

## Особливості біології
Дає 1 генерацію на рік. Населяє гірські та рівнинні лісові болота і заболочені луки уздовж лісових річок і струмків. Літ імаго спостерігається з кінця травня до червня. Личинки (в червні–липні) живляться листям розривтрави звичайної.

## Загрози та охорона
Загрози: можливо, осушування лісових боліт і тривале застосування пестицидів.
Треба докладніше вивчити особливості біології виду, виявити і взяти під охорону місця його перебування.